# Ragnar Furenius
Ragnar Artur Furenius, född 4 oktober 1902 i Stockholm, död 30 maj 1962 i Sundbybergs församling, var en svensk kanslichef.

## Biografi
Furenius var son till direktören Oskar Pettersson (1881-1949) och hans hustru. Han studerade vid Påhlmans handelsinstitut 1920 och var anställd vid AB Archimedes i Stockholm 1920-1927, Sundbybergs stads elverk 1927-1933 och socialchef i Sundbybergs stad 1934-1950. Furenius var kanslichef för Sundbybergs stads förvaltning från 1951.
Han var överförmyndare i Sundbyberg från 1940, ledamot av Stockholms läns landsting från 1954, Stockholms läns prövningsnämnd från 1957 och ordförande i landstingens centralstyrelse för fristående anstalter för kroniskt sjuka från 1955. Furenius var vice styrelseordförande i Saltsjöbadens badhotell från 1958, styrelseordförande i Solna-Sundbybergs brandförsvarsförbund från 1950 och styrelseledamot i Länssparbanken från 1958.
Furenius gifte sig 1928 med Ebba Svahn (1908-1982), dotter till Ture Svahn och Ida Hermelina Cederholtz. Han var far till Stefan (född 1934). Furenius avled 1962 och gravsattes på Sundbybergs begravningsplats.